# Петровиці-Великі
Петровиці-Великі (пол. Pietrowice Wielkie, нім. Groß Peterwitz) — село в Польщі, у гміні Петровиці-Великі Рациборського повіту Сілезького воєводства.
Населення — 2249 осіб (2011).
У 1975-1998 роках село належало до Катовицького воєводства.

## Демографія
Демографічна структура станом на 31 березня 2011 року:
|          | Загалом | Допрацездатний вік | Працездатний вік | Постпрацездатний вік |
| -------- | ------- | ------------------ | ---------------- | -------------------- |
| Чоловіки | 1073    | 196                | 723              | 154                  |
| Жінки    | 1176    | 176                | 724              | 276                  |
| Разом    | 2249    | 372                | 1447             | 430                  |